# Vaatholte

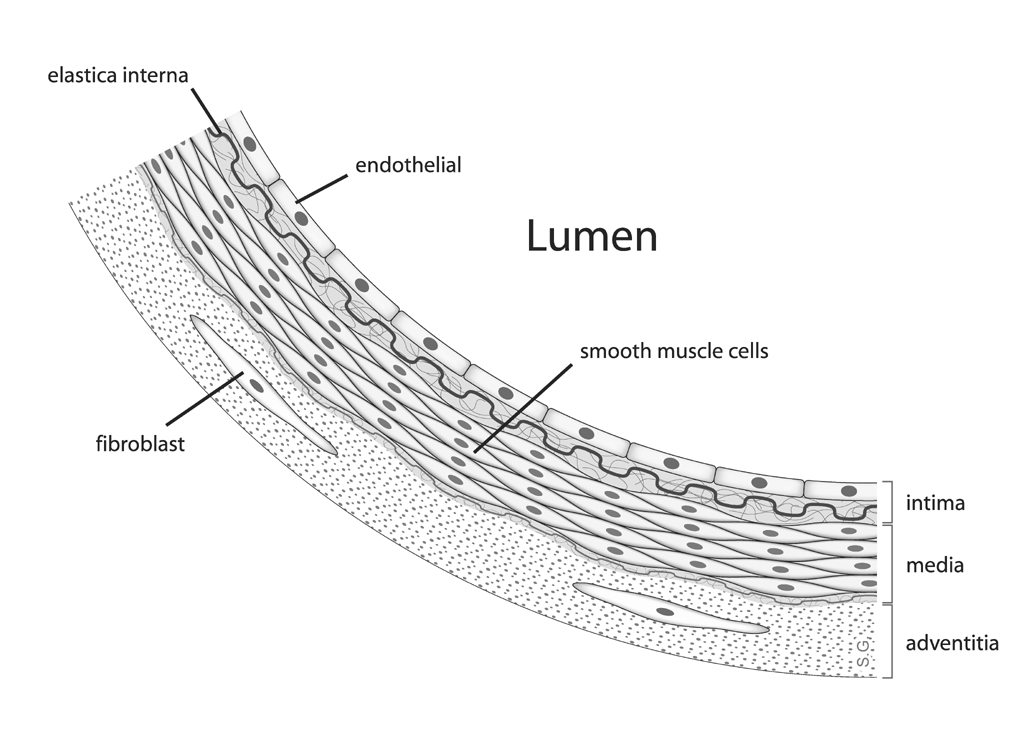
Doorsnede van een ader

Structuur van de anus

Een vaatholte of lumen (Lat. lūmen, een opening of licht) (pl. lumina) is de holte van een buisvormige structuur, zoals in een bloedvat of een darm.
Bijvoorbeeld:
- Het inwendige van een vat, zoals de centrale holte van een bloedvat waardoor het bloed stroomt.
- Het inwendige van het maag-darmstelsel[2]
- De luchtpijpvertakkingen in de longen
- Het inwendige van de urinebuis
- Bij een cel, de binnenmembraanholte van een thylakoïde, endoplasmatisch reticulum, golgiapparaat, lysosoom, mitochondrium of microtubulus.
- Bij een plantencel, het binnenste van een houtvat, zeefvat of tracheïde